# Shakir Smith
Shakir Smith (Tucson, Arizona; 25 de octubre de 1992) es un baloncestista estadounidense que pertenece a la plantilla del Tigers Kigali de la Rwanda Basketball League. Con 1,85 metros de estatura, juega en la posición de base.

## Trayectoria deportiva
Es un jugador formado durante una temporada en la Universidad de Wyoming, situada en Laramie (Wyoming) con el que jugó durante la temporada 2011-12 con los Wyoming Cowboys, otra temporada en Pima Community College (2012–2013) y las últimas dos temporadas universitarias las disputó con los Adams State Grizzlies desde 2014 a 2016. 
Tras no ser drafteado en 2016, el 10 de agosto de 2016, Smith firmó con Academic Bultex 99 para competir en la NBL, la primera división del país y en la Balkan League. El 15 de abril de 2017, fue nombrado MVP de la Liga Búlgara. 
El 2 de febrero de 2018, firmó con el KK Blokotehna de la Prva Liga, la máxima categoría del baloncesto macedonio. Hizo su debut para Blokotehna contra el campeón de baloncesto de Macedonia MZT Skopje el 5 de febrero de 2018, anotando 8 puntos y dos rebotes en la victoria 96-88 sobre MZT en casa. 
El 21 de julio de 2018, Smith firmó con los campeones suecos del Norrköping Dolphins para la temporada 2018-2019.
En 2019 durante un breve período de tiempo jugaría en las filas del KK AV Ohrid de la Prva Liga, la máxima categoría del baloncesto macedonio.
En la temporada 2019-20, regresa al conjunto búlgaro del Academic Bultex 99 para disputar la NBL, la primera división del país y en la Balkan League
El 30 de julio de 2020, firma por el Sporting Clube de Portugal de la Liga Portuguesa de Basquetebol.
En su segunda temporada en Portugal, promedia 9,5 puntos, 4,1 asistencias y un 8,6 de valoración.
El 1 de agosto de 2022, firma por el Grupo Alega Cantabria de la Liga LEB Oro.
El 14 de octubre de 2023 firma con el BC Aktobe de la Liga Nacional de Baloncesto de Kazajistán. Posteriormente jugó en equipos de Omán, Irak y Ruanda.